# Lijst van stripfiguren
Deze lijst van stripfiguren is bedoeld als alfabetisch repertorium van stripfiguren met daarnaast de reeks en eventueel de titel, waarin ze voorkomen. Er wordt vooral gefocust op hoofdfiguren en belangrijke nevenpersonages die meer dan eens in de albums terugkeren, teneinde de lijst overzichtelijk te houden.
Aangezien er rond veel tekenfilmfiguren ook stripreeksen zijn gemaakt, worden ook zij in deze lijst opgenomen.

## A
- Jasper Aap – Flipje
- Aaricia – Thorgal
- Abdoellah – De avonturen van Kuifje
- Abraracourcix (zie Heroïx) – Asterix
- Ad – Ed en Ad
- Fester Addams – The Addams Family
- Gomez Addams – The Addams Family
- Morticia Addams – The Addams Family
- Oma Addams – The Addams Family
- Pugsley Addams – The Addams Family
- Wednesday Addams – The Addams Family
- Adhemar – Nero
- Agent 15 – De guitenstreken van Kwik en Flupke
- Agent 212
- Agent 327
- Agent 525 (Carl Sorge) – Agent 327
- Agent Gaston – Nero
- Agent Tieter – De Vrolijke Bengels
- Arend Akelig – Donald Duck
- Akbar – Life in Hell
- Akira
- Alanis – De Kiekeboes
- Alberik de Oude – Ravian
- Albert – De familie Snoek
- Meneer Albert – Ravian
- Generaal Alcazar – De avonturen van Kuifje
- Alex
- Generaal Alexander – De Blauwbloezen
- Alfons – Sjors en Sjimmie
- Alice - Alice en Leopold
- Alphonse – Alphonse and Gaston
- Amedee – Urbanus
- Amber – Elfquest
- Ambionix
- Kolonel Amos – XIII
- Anatool – Jommeke
- Andy – Bessy
- Aneka - Bessy
- Annemieke – Jommeke
- Annie – Annie en Peter
- Anthraciet – Chlorophyl
- Arabella Pott – Jommeke
- Arad – Arad en Maya
- Archibald Van Buikegem - Jommeke
- Archie – Archie Comics
- Stef Ardoba
- De Argonautjes
- Argos Attak - Franka
- Argus – Bommelsaga
- Aria
- Aroree – Elfquest
- Arthur, "de vliegende aap" - Suske en Wiske
- Arzach
- Assurancetourix (zie Kakofonix) – Asterix
- Asterix – Asterix
- Astro – The Jetsons
- Astroboy
- Atchi en Atcha – De Sliert
- Attila - Attila
- Aurora - Aurora en Ulysses
- Isabelle Avondrood
- Axe de Boogschutter - - Eric de Noorman
- Aymone – Aymone
- Azrael – De Smurfen

## B
- B.C.
- Baard – Baard en Kale
- Baba – Asterix
- Baba Loewie – in het stripblad De Flintstones: Texas Jim
- Babetje – Donald Duck
- Babbel – Knabbel en Babbel
- Babysmurf – De Smurfen
- Bahaal – De Rode Ridder
- Bakelandt
- Bakkersmurf – De Smurfen
- Baldon – Eric de Noorman
- Balk – Oktaaf Keunink
- Balthazar – De Kiekeboes
- Balthazar – Dommel
- Balthazar De Groene Steenvreter
- Ali Bamba
- Bambi
- Bamse
- Professor Barabas – Suske en Wiske
- Barbarella
- Barelli
- Barend – Agent 327
- Barend – Gilles de Geus
- Bars - Franka
- Bas Gessel - Gastonne
- Jody Barton
- Lance Barton
- Bulle Bas – Bommelsaga/Tom Poes
- Batman
- Beavis – Beavis and Butt-head
- Bertje - Sophie
- Boo-Boo Bear – Yogi Bear
- Yogi Bear – Yogi Bear
- Bécassine
- Birre Beer
- Bruintje Beer
- Kroesje Beer – Flipje
- Beetle Bailey
- De begijntjes – Jommeke
- Bella – Jommeke
- Bellefleur – Asterix
- Bello – Bello
- Ben – Yoko Tsuno
- Bereklauw – Elfquest
- Bertrand – Robert en Bertrand
- Bertus – uit het agrarisch weekblad 'De Boerderij'
- Bessy
- Beva – Oktaaf Keunink
- Bert Bibber – Piet Pienter en Bert Bibber
- Lucien Bianchi - Michel Vaillant
- Mauro Bianchi - Michel Vaillant
- Bibi Pralin Gaga – De Kiekeboes
- Biebel – Biebel
- Biep – Biep en Zwiep
- Roy Biereco – De familie Doorzon
- Bertje Big – Flipje
- Spekkie Big
- Biggles
- Bikini – De Lustige Kapoentjes
- Chick Bill
- Cocco Bill
- Billie – Bollie en Billie
- Bill Ballantine - Bob Morane
- Billy the Kid – Lucky Luke
- Binky – Life in Hell
- Jef Blaaskop – Suske en Wiske
- Blacksad
- Blade
- Hubert Van Bladerdeeg – Hoempa Pa
- Jessica Blandy
- Modesty Blaise
- Blinkie – Blondie en Blinkie
- Blondie – Blondie
- Blondie – Blondie en Blinkie
- Blook
- Jerome K. Jerome Bloks – Jerome K. Jerome Bloks
- Blubber – in het stripblad De Flintstones: Snoeper en Blubber
- Blueberry – Blueberry
- Bennie Blunder – Guust
- Olivier Blunder – Olivier Blunder
- Blutch – De Blauwbloezen
- Bob – Aymone
- Bob Morane - Bob Morane
- Bobbie – Kuifje
- Bobby – Thomas Pips
- Bollekaak - Met Langteen en Schommelbuik voorwaarts
- Boo Boo – Yogi Bear
- Boris Boef – Mickey Mouse
- Boemel – Jommeke
- Theofiel Boemerang – Suske en Wiske
- Boerensmurf – De Smurfen
- Boer Krelis – Guust
- Boer Snor – Jommeke
- Boes
- Bongo – Life in Hell
- De burgemeester van Rommelgem – Robbedoes en Kwabbernoot
- Buurman Bolderbast – Donald Duck
- Bolle Gijs – De Smurfen
- Bolleke – De Avonturen van Piet Fluwijn en Bolleke
- Bollie – Bollie en Billie
- Bollie's moeder – Bollie en Billie
- Bollie's vader – Bollie en Billie
- Olivier B. Bommel – Bommelsaga/Tom Poes
- Bompanero – Nero
- The Boondocks
- Fone Bone – Bone
- Phony Bone – Bone
- Smiley Bone – Bone
- Agent Bonnenschrijver - Caesar en Josientje
- Boomstronk – Elfquest
- Boonestaak – Bulletje en Boonestaak
- Bulma – Dragon Ball
- Betty Boop
- Boris - Waterland
- Dick Bos
- Brag – Trigië
- Brammetje Bram
- Charlotte Braun – Peanuts
- Bruno Brazil
- Lieven Brekel – Bommelsaga/Tom Poes
- Brieser – in het stripblad De Flintstones
- Brilsmurf – De Smurfen
- Buster Brown
- Charlie Brown – Peanuts
- Sally Brown – Peanuts
- Brutus (ook bekend als Bluto) – Popeye
- Pé Bruyneel – Bakelandt
- Barend Buizerd – Donald Duck
- Bugs Bunny – Looney Tunes
- Dog Bull – Chick Bill
- Butt-head – Beavis and Butt-head
- Buurman – De familie Doorzon
- Buurvrouw – De familie Doorzon

## C
- C-16 – Dragon Ball
- C-17 – Dragon Ball
- C-18 – Dragon Ball
- C-19 – Dragon Ball
- Caesar - Caesar en Josientje
- Julius Caesar – Asterix
- Calamity Jane – Lucky Luke
- Calebas – Cara en Calebas
- Calendula - Isabel
- Steve Canyon
- Cara – Cara en Calebas
- Caramel - De avonturen van Charlotte
- Caroline – Bollie en Billie
- Benjamin Carrington – XIII
- Nick Carter
- Archie Cash
- Casper – Casper en Hobbes
- Casper het vriendelijke spookje
- Cassius - De Kleine Robbe
- Bianca Castafiore – Kuifje
- Catootje – Jan, Jans en de kinderen
- Cécile – Julie, Klaartje en Cécile
- Cédric
- Cell – Dragon Ball
- Cendrach de Scheepsbouwer – Eric de Noorman
- Cerebus the Aardvark
- César – Urbanus
- De Champetter – De Lustige Kapoentjes
- Charlotte
- Chaozu – Dragon Ball
- De Chef – Agent 327
- Cornelius Chesterfield – De Blauwbloezen
- Chichi – Dragon Ball
- Chlorophyl – Chlorophyl
- Charlotte – Jommeke
- Choco – Jommeke
- Juffrouw Cijfer - De Kleine Robbe
- Claire
- Cleopatra – Asterix
- Theodoor Cleysters
- Clifton
- Clovis - Waterland
- Enid Coleslaw – Ghost World
- Comanche – Comanche
- Commissaris Baardemakers – Rik Ringers
- Commissaris Knobbel – Piet Pienter en Bert Bibber
- Commissaris O'Hara – Mickey Mouse
- Dan Cooper
- Cordelia
- Corentin
- Cori, de scheepsjongen
- Wile E. Coyote – Looney Tunes
- Cosy – Kinky & Cosy
- Cowboy Henk – Cowboy Henk
- Bob Cramer - Michel Vaillant

## D
- Cor Daad
- Douwe Dabbert
- Dabbo
- Oliveira da Figueira – De avonturen van Kuifje
- Dag - Dag en Heidi
- Dagwood – Blondie
- Averell Dalton – Lucky Luke
- Jack Dalton – Lucky Luke
- Joe Dalton – Lucky Luke
- Ma Dalton – Lucky Luke
- William Dalton – Lucky Luke
- Buck Danny
- Chuck Danver - Michel Vaillant
- Dauwschijn – Elfquest
- Markies de Canteclaer – Bommelsaga/Tom Poes
- Agnès de Chanzy - Michel Vaillant
- Raoul de Crevecoeur – Bakelandt
- Deepo – L'Incal
- Meneer Demesmaeker – Guust
- Professor Denkekop - Jommeke
- Dennis the Menace
- Dennis the Menace
- Jean Yves De Sainte Cartouche – Urbanus
- Methusalem De Tijdt – Van Nul tot Nu
- Gravin de Weelde - Franka
- Diabolik
- Jack Diamond
- Dichtsmurf – De Smurfen
- Dirk Dickerdack – Bommelsaga/Tom Poes
- De Dikke Dame – De Kiekeboes
- Dikke Herman – Urbanus
- Dikke Springmuis – Jommeke
- Dikkie – Sjors en Sjimmie
- John DiFool – L'Incal
- Roel Dijkstra
- Dilbert
- DirkJan
- Distel
- Dixie – Jinks, Pixie en Dixie
- Dizzy – De Sliert
- Annemarie Doddel – Bommelsaga/Tom Poes
- Doe-ran – Scribbly
- Dokus de leerling
- Doris Dobbel
- Dombo
- Dommel
- Rebecca Doppelmeyer – Ghost World
- Dorknoper – Bommelsaga/Tom Poes
- John Doorzon – De familie Doorzon
- Ronnie Doorzon – De familie Doorzon
- Ton Doorzon – De familie Doorzon
- Doortje Doorzon – De familie Doorzon
- Yves Douléac - Michel Vaillant
- Dr. Gero – Dragon Ball
- Dr. Maybe – Agent 327
- Draakje – Scribbly
- Graaf Driebergen of Tremelo - Johan en Pirrewiet
- Driepoot – Asterix
- Driftige Smurf – De Smurfen
- Droomsmurf – De Smurfen
- Droopy
- Daffy Duck – Looney Tunes
- Dagobert Duck – Donald Duck
- Diederik Duck – Donald Duck
- Donald Duck
- Dumbella Duck – Donald Duck
- Katrien Duck – Donald Duck
- Oma Duck – Donald Duck
- Dees Dubbel
- Duddul – Schanulleke
- Duifje Vleugelslag - Roze Bottel
- Meneer Dupuis – Guust

## E
- Ed – Ed en Ad
- Meneer Edouard
- Emiel - Margo en Oscar Pluis
- Emilia – Yoko Tsuno
- Epoxy
- Eppo
- Eric de Noorman
- Ernest - Sophie
- Erwin de Noorman – Eric de Noorman
- Erwtje – Popeye
- Eucalypta – Paulus de Boskabouter
- Eufrazie – Urbanus
- Eugène
- Eva en Adam
- De Ezel van Sinterklaas (noemt zichzelf altijd een "paard") – Nero
- Juffrouw Eugenia - Donald Duck

## F
- Max Faccioni
- O. Fanth Mzn – Bommelsaga/Tom Poes
- Fatima – S1NGLE
- Felix de Kat
- Ferdinand - Sloeber
- Ferd'nand
- Fiedelflier
- Fifi – Jommeke
- Filiberke – Jommeke
- Fix – Fix & Foxi
- Flapoor - Met Langteen en Schommelbuik voorwaarts
- Flapoor Olifant – Flipje
- Flappy - Tits
- Guust Flater – Guust, Robbedoes en Kwabbernoot
- Flip Flink
- Flippie Flink (Amerikaans)
- Flippie Flink (Nederlands)
- Fred Flintstone – De Flintstones
- Pebbles Flintstone – De Flintstones
- Wilma Flintstone – De Flintstones
- Flip – Jommeke
- Flip – Thomas Pips
- Flipje
- Flopke – Stropke en Flopke
- Flor – Flor en Toosje
- Flupke – De guitenstreken van Kwik en Flupke
- Flurk – De Lustige Kapoentjes
- Piet Fluwijn – De Avonturen van Piet Fluwijn en Bolleke
- Howard Flynn
- Fokke – Fokke & Sukke
- Fokkie Flink
- Fons - De Sliert
- Fonske – De Lustige Kapoentjes
- Flakey Foont – Mr. Natural
- Forentientje (mevrouw Kostunrix) – Asterix
- De Familie Fortuin
- Foufi
- Foxi – Fix & Foxi
- Foxy Grandpa – Foxy Grandpa
- Francine - Sloeber
- Frank de Vliegende Hollander
- Franka
- Franklin – Peanuts
- Fat Freddy's Cat – Fabulous Furry Freak Brothers
- Fat Freddy Freekowtski – Fabulous Furry Freak Brothers
- Freek Falegier - Franka
- Freewheelin' Franklin – Fabulous Furry Freak Brothers
- Freezer – Dragon Ball
- Frieda – Peanuts
- Frikko Falegier - Franka
- Frisia – Suske en Wiske
- Frits Falegier - Franka
- Fritz – The Katzenjammer Kids
- Fritz the Cat
- Frommeltje – Frommeltje en Viola
- Furora - Franka
- Nick Fury

## G
- G'wel – De Chninkel
- Gaffel – Suske en Wiske
- Gai-Luron – Gai-Luron
- Galaxa – De Rode Ridder
- Garfield
- Gargamel – De Smurfen
- Gaston – Alphonse and Gaston
- Ali Gator
- Geeraard de Duivel – Nero
- Guus Geluk – Donald Duck
- De Generaal
- Geniale Olivier – Mr. Kweeniewa en Geniale Olivier
- German – German en wij...
- Gert – Samson en Gert
- Gert-Jan – Opa
- Gijs Gans – Donald Duck
- Gilles de Geus
- Glapum'taan Ralph – Ravian
- Professor Gobelijn – Jommeke
- Joris Goedbloed – Panda, Bommelsaga/Tom Poes
- Tovenaar Goedron – Met Langteen en Schommelbuik voorwaarts
- Lamme Goedzak – Tijl Uilenspiegel
- Fernand Goegebuer – De Kiekeboes
- Goku – Dragon Ball
- Magilla Gorilla
- Gijsje Goochem
- Johnny Goodbye
- Goofy – Mickey Mouse
- Govert Edelweiss – Govert Edelweiss
- Govert Goudglans – Donald Duck
- Gravin – Aymone
- Gregorius – Paulus de Boskabouter
- Greintje – De Smurfen
- Grenadine – De Sliert
- Mijnheer Grijpstuiver - Sophie
- De Grijze Smurfen – De Smurfen
- Garmt Grootgrut – Bommelsaga / Tom Poes
- Grootvader - Melisande
- Gros Dégueulasse – Gros Dégueulasse
- Grote Pyr
- Grote Smurf – De Smurfen
- Gundala

## H
- Haagse Harry – Haagse Harry
- Habraken – Agent 327
- Kapitein Haddock – De avonturen van Kuifje
- Hägar – Hägar de Verschrikkelijke
- Hakeneus – Jommeke
- Halfra - - Eric de Noorman
- Hamlet – Hägar de Verschrikkelijke
- Hamster Joviaal – Hamster Joviaal
- Hannes – De Geuzen
- Hannes (zie Tovenaar Goedron) – Met Langteen en Schommelbuik voorwaarts
- Hans – The Katzenjammer Kids
- Hansje
- Hansje Knabbel - Pinnie en Tinnie
- Appie Happie
- Harald de Viking
- Jan Haring – Jommeke
- Harmssen – Opa
- Harry Har Har – in het stripblad De Flintstones
- Hartje – Hägar de Verschrikkelijke
- Professor Eusebius Haselblatt - Melisande
- Bruce J. Hawker
- Heidi - Dag en Heidi
- Heinz
- Helga – Hägar de Verschrikkelijke
- Helgor – Ravian
- Hellboy
- Hemelwijs – Elfquest
- Henkje – Thomas Pips
- oom Hermes - Isabel
- Heroïx – Asterix
- Hiep Hieper – Bommelsaga/Tom Poes
- Hippe Smurf – De Smurfen
- Hobbes – Casper en Hobbes
- Robin Hoed
- Mevrouw Hoefnix – Asterix
- Hoefnix – Asterix
- Koning Hollewijn
- Hoempa Pa – Hoempa Pa
- Huckleberry Hound
- Hulk
- Hultrasson
- Huon de Neveling
- Baron Huppelvoet – Jommeke

## I
- Jacky Ickx - Michel Vaillant
- Idefix – Asterix
- Ignatz – Krazy Kat
- IJdele Smurf – De Smurfen
- Inspector Canardo
- Phil IJzerdraad – Lucky Luke
- IJzerlijm – Robbedoes en Kwabbernoot
- Inga - Dag en Heidi
- Inge – Casper en Hobbes
- Ingrid – Yoko Tsuno
- Irma – Kuifje
- Iron Man – Marvel
- Isabel
- Isidoor – Garage Isidoor
- Iznogoud – Iznogoud

## J
- J'on – De Chninkel
- Jacques Legrand - Jo, Suus en Jokko
- Bram Jager
- Mic Mac Jampudding – Jommeke
- Janno – Trigië
- Jal – Ravian
- Jesse James – Lucky Luke
- Jansen – Kuifje
- Jan Janssen – Doris Dobbel
- Janssen – Kuifje
- Jarko Jansen - Franka
- Jef – Guust
- Jeff – Life in Hell
- Jeremiah
- Jeroentje – Jan, Jans en de kinderen
- Jerom – Suske en Wiske, Jerom
- Jerry – Tom en Jerry
- Jérusalem - Amoras
- George Jetson – The Jetsons
- Elroy Jetson – The Jetsons
- Jane Jetson – The Jetsons
- Judy Jetson – The Jetsons
- Jiggs – Bringing Up Father
- Jinks – Jinks, Pixie en Dixie
- Jirad – Ravian
- Jo – Jo, Suus en Jokko
- Job – De Vrolijke Bengels
- Jochen - Caesar en Josientje
- Johan – Johan en Pirrewiet
- Johan – De Rode Ridder
- Jolly Jumper – Lucky Luke
- The Joker – Batman
- Jokko – Jo, Suus en Jokko
- James Jollygood-Fellow - De Sliert
- Jommeke
- Jon – Garfield
- Jonathan
- Jones – XIII
- Jopie – Oktoknopie
- Kolonel Jorgen – De avonturen van Kuifje
- Joost – Bommelsaga/Tom Poes
- Joost - Caesar en Josientje
- Joost (Juul) - Margo en Oscar Pluis
- Joost-van-Smith-aan-de-overkant – Guust
- Jos het debiele ei
- Joseph - Sophie, Starter
- Josientje - Caesar en Josientje
- Josje - Margo en Oscar Pluis
- Jozef-Jan Zondervader - De Kleine Robbe
- Judge Dredd
- Juffrouw Betsy – Agent 327
- Juffrouw Jannie – Guust
- Juffrouw Schaap – Flipje
- Juffrouw Sonja – Guust
- Jughead – Archie Comics
- Jugurtha
- Julie – Julie, Klaartje en Cécile
- Juultje – Donald Duck

## K
- Kabouter Wesley
- Kakkerlak – De Blauwbloezen
- Kakofonix – Asterix
- Kale – Baard en Kale
- Ian Kaledine
- Kalehasie – Ketelbinkie
- Kalendula - Isabel
- Kaliber – Pits en Kaliber
- De kapitein – The Katzenjammer Kids
- Olle Kapoen
- Kappie
- Kaputnik – The Lighter Side Of...
- Mijnheer Karapolie - Sophie, Starter
- Karik – Aymone
- Karin - Dag en Heidi
- Karin – Dragon Ball
- Karlijn – Jan, Jans en de kinderen
- Kas – "Kas"
- Kasper
- De Kat
- Katamarom
- Dr. Kattebakvulling – Urbanus
- The Katzenjammer Kids – The Katzenjammer Kids
- Clark Kent – Superman
- Keren – Trigië
- Ketelbinkie
- Oktaaf Keunink
- Khany – Buck Danny
- Khany – Yoko Tsuno
- Khena – Katamarom
- Kid Ordinn – Chick Bill
- Kid Paddle
- Charlotte Kiekeboe – De Kiekeboes
- Fanny Kiekeboe – De Kiekeboes
- Konstantinopel Kiekeboe -De Kiekeboes
- Marcel Kiekeboe – De Kiekeboes
- Moemoe Kiekeboe – De Kiekeboes
- Kilo – Thomas Pips
- Kim
- Kinky – Kinky & Cosy
- Klaartje Kip – Mickey Mouse
- Rip Kirby
- Kitty
- Klaartje – Julie, Klaartje en Cécile
- Kleine Poedel – Chick Bill
- Joop Klepzeiker
- Kletspoes – Kletspoes en Miezemuis
- Boris Kloris – Agent 327
- Klungelsmurf – De Smurfen
- Knaagtand – Met Langteen en Schommelbuik voorwaarts
- Knabbel – Knabbel en Babbel
- Knappe Kitty – Donald Duck
- Knappe Mataboe – Jommeke
- Knars – Ketelbinkie
- Knorretje - Met Langteen en Schommelbuik voorwaarts
- Knots – Ketelbinkie
- Knutselsmurf – De Smurfen
- Ko – Paling en Ko
- Clarabella Koe – Mickey Mouse
- De Koene Ridder
- de kok - Melisande
- Kokkie – Billie Turf
- Koko – Ketelbinkie
- De Kolonel – Sjors en Sjimmie
- Kolonel Tloc – Ravian
- De koning - Johan en Pirrewiet
- De koningin van Onderland (Prutelia van Achterberg) - Jommeke
- Kooksmurf – De Smurfen
- Jan Kordaat
- Korrigan
- Kostunrix – Asterix
- Kowalsky
- Krab – De familie Snoek
- Krakras – Paulus de Boskabouter
- Kramikske
- Krapella - Melisande
- Krasser – Guust
- Krazy Kat – Krazy Kat
- Fien Kriegel - Getekend, Marc de Bel, De Kriegels
- Lien Kriegel - Getekend, Marc de Bel, De Kriegels
- Sien Kriegel - Getekend, Marc de Bel, De Kriegels
- Krillin – Dragon Ball
- Kriss van Valnor – Thorgal
- Gerard Kreuvett – De Kiekeboes
- Kristna – Ravian
- Krimson – Suske en Wiske
- Barbara Kruidje-roer-me niet
- Krulneus - Met Langteen en Schommelbuik voorwaarts
- Kuifje – Kuifje
- Professor Kumulus – Piet Pienter en Bert Bibber
- Kunegonde – Robin Hoed
- Kurdy --Jeremiah
- Kwaaistra – Opa
- Kwabbernoot – Guust, Robbedoes en Kwabbernoot
- Kwak – Jommeke
- Meester Kweepeer – Urbanus
- Meester Kwel – Billie Turf
- Mr. Kweeniewa – Mr. Kweeniewa en Geniale Olivier
- Kwetal – Bommelsaga/Tom Poes
- Kwak – Donald Duck
- Kwek – Donald Duck
- Kwik – Donald Duck
- Kwik – De guitenstreken van Kwik en Flupke
- Evert Kwok
- Ky-Gaï – Ravian

## L
- Dédé la Canaille – De Kiekeboes
- Lady Adolphine – Steven Sterk
- Lady Aimée - Melisande
- Lady S.
- Lady X – Buck Danny
- Lambik – Suske en Wiske, De grappen van Lambik
- Lampil
- Serafijn Lampion – De avonturen van Kuifje
- Langneus - Met Langteen en Schommelbuik voorwaarts
- Langteen – Met Langteen en Schommelbuik voorwaarts
- Lois Lane – Superman
- Lange Lo – Thomas Pips
- Lange So – De Lustige Kapoentjes
- Svein Langtand – Eric de Noorman
- Jolijn Latour - Michel Vaillant
- Laura Lava - Franka
- Laura Legs – Lucky Luke
- Laureline – Ravian
- Lauri – Eric de Noorman
- Laverdure – Tangy & Laverdure
- Olga Lawina – Agent 327
- Lea – Leo en Lea
- De Leader - Michel Vaillant
- Leerling – Leonardo
- Leetah – Elfquest
- Lefranc
- Kari Lente
- Leo – Leo en Lea
- Leon - De avonturen van Charlotte
- Leontine - De Kleine Robbe
- Leopold - Alice en Leopold
- Leo Loden
- Leonardo
- Lerka – Ravian
- Lex - Margo en Oscar Pluis
- Lil' Abner
- Lina Marcopolis - Franka
- Linke Loetje
- Little Annie Fanny
- Little Annie Rooney
- Little Lulu
- Little Nemo – Little Nemo in Slumberland
- Little Orphan Annie
- Little Tiger
- Lizet - Sloeber
- Lizzy – Donald Duck
- Loedertje – Jan, Jans en de kinderen
- Loekie – Pits en Kaliber
- Loes – Uit het agrarisch weekblad 'De Boerderij'
- Lolsmurf – De Smurfen
- Jess Long
- Lord Gonzagua - Melisande
- Lotje – Jan, Jans en de kinderen
- Lowietje
- Lucky Luke
- Luilaksmurf – De Smurfen
- Admiraal Lumeij – Gilles de Geus
- Lunch – Dragon Ball
- Professor Lupardi – Kapitein Rob
- Lurch – The Addams Family
- Lex Luthor – Superman

## M
- Maggie – Bringing Up Father
- Maggy – Pom en Teddy
- Majoor Dragon – De Partizanen
- Malle Eppie – Hägar de Verschrikkelijke
- Corto Maltese
- Mandrake the Magician
- Maneschijn – Elfquest
- Manevrouwtje - Melisande
- De Mangoest – XIII
- Manus – Guust
- Marcie – Peanuts
- Margo - Margo en Oscar Pluis
- Margo's mama - Margo en Oscar Pluis
- Margo's papa - Margo en Oscar Pluis
- Marie – Jommeke
- Marina - Margo en Oscar Pluis
- Mark - Sloeber
- Marmaduke – Marmaduke
- Marsupilami – Robbedoes en Kwabbernoot, Marsupilami
- Marvin the Martian – Looney Tunes
- Masseur - De Kleine Robbe
- Matsuoka – Nero
- Max – Max und Moritz
- Max – Max l'explorateur
- Max - Waterland
- Maya – Arad en Maya
- Archibald MacDingeling – De Sliert
- Madame Maude - Franka
- Schraalhans McDuck – Donald Duck, Disney
- Angelfood McSpade – Angelfood McSpade
- Meester Mus
- Meeuwtje – Guust
- Melisande
- Melleke – Mieleke Melleke Mol
- Elodie Melody – De Kiekeboes
- Meneer Pastoor – Urbanus
- Merlijn – De Rode Ridder
- Meulebelt – Opa
- Sjakie Meulemans – De wondersloffen van Sjakie
- Michaël
- Mieke – Thomas Pips
- Mieke – Yoko Tsuno
- Mieleke – Mieleke Melleke Mol
- Miezelientje
- Miezemuis – Kletspoes en Miezemuis
- Madam Mikmak – in het stripblad Donald Duck
- Martin Milaan
- Minimum – Chlorophyl
- John Minzwijnoff - Sophie, Starter
- Mr. Popo – Dragon Ball
- Mr. Satan – Dragon Ball
- Mitsuhirato – Kuifje
- Amadeus Moderato – Nero
- Modou
- Moe Mie – Suske en Wiske
- Moeder Natuur – De Smurfen
- Moeder Stans – De Lustige Kapoentjes
- Moïse Mombakka – De Kiekeboes
- Mona – De Kiekeboes
- Monya – Yoko Tsuno
- Axel Moonshine
- Moppersmurf – De Smurfen
- Moppie – in het stripblad De Flintstones
- Bob Morane
- Moritz – Max und Moritz
- Mortimer – Blake en Mortimer
- Motoko Kusanagi – Ghost in the Shell
- Mickey Mouse
- Mighty Mouse
- Minnie Mouse
- Dokter Müller – De avonturen van Kuifje
- de mummie - Melisande
- Muriel - Muriel en Schroefje
- Muten Roshi – Dragon Ball
- Muzieksmurf – De Smurfen
- Myna – Yoko Tsuno

## N
- Nabukodonosor – Urbanus
- Nadine – Rik Ringers
- Nappa – Dragon Ball
- Natasja – Natasja
- Mr. Natural – Mr. Natural
- Natuursmurf – De Smurfen
- Neef Herman – Uit het agrarisch weekblad 'De Boerderij'
- Het Negerken (echte naam: Botswana) – Urbanus
- Nele – Tijl Uilenspiegel
- Nero – Nero
- Madam Nero – Nero
- Nestor – Kuifje
- Mevrouw Nestorix (Taillefine) – Asterix
- Nestorix – Asterix
- Alfred E. Neuman – MAD Magazine
- Nienke – S1NGLE
- Nieser – in het stripblad De Flintstones
- Nomad – Storm
- Nonkel Fillemon – Urbanus
- Nonkel Vital – De Kiekeboes
- Nonkel Zigomar – Nonkel Zigomar, Snoe en Snolleke
- Olaf Noord
- Commissaris Noordenwind - Franka
- Noortje – Noortje
- Nummer 17 – Robert en Bertrand

## O
- Obelix – Asterix
- Odie – Garfield
- Odilon – Jerom
- Oehoeboeroe – Paulus de Boskabouter
- Officer Pup – Krazy Kat
- Oktoknopie – Oktoknopie
- Kapitein Oliepul – Nero
- Olijfje – Popeye
- Olrik – Blake en Mortimer
- Oma Smurf – De Smurfen
- Omnibus – De Smurfen, Johan en Pirrewiet
- Oolon – Dragon Ball
- Oom Klaas – Flipje
- Oom Wim – De verhalen van Oom Wim
- Alley Oop – Alley Oop
- Opa – Uit het agrarisch weekblad 'De Boerderij'
- Opa Smurf – De Smurfen
- Opoe – Opa
- Luc Orient – Luc Orient
- Orm de Roerganger - - Eric de Noorman
- Oscar – De Lustige Kapoentjes
- Oscar Pluis (Vlooienbaal) - Margo en Oscar Pluis
- Ouwe – Eppo
- Ouwe Niek – Ouwe Niek & Zwartbaard

## P
- Pa Pinkelman
- Paling – Paling en Ko
- Panda
- Panoramix – Asterix
- Papyrus
- Hocus P. Pas – Bommelsaga/Tom Poes
- Pee Pastinakel – Bommelsaga/Tom Poes
- Jef Patat – Urbanus
- Pats (later: Tits)
- Paul – Yoko Tsuno
- Paulus de Boskabouter
- Jef Pedal – Nero
- Meneerke Peeters
- Pekkie – Jommeke
- Pel – Pol, Pel en Pingo
- Madam Pepermunt – Jommeke
- Peppermint Patty – Peanuts
- Perik – Trigië
- Petatje – Nero
- Peter – Annie en Peter
- Petoetje – Nero
- Meneer Peuk - De Kleine Robbe
- Piet Peuk
- Sam Pezzo
- The Phantom
- Clo-Clo Pheip – Nero
- Madam Pheip – Nero
- Meneer Pheip – Nero
- Phil – De Sliert
- Philémon
- Philip Factocum - Franka
- Phineas Phreak – Fabulous Furry Freak Brothers
- Piccolo – Dragon Ball
- Piet Pienter – Piet Pienter en Bert Bibber
- Pinkie Pienter
- Alexander Pieps – Bommelsaga/Tom Poes
- Pier den Bult – Bakelandt
- Pierehaar – Jommeke
- Pieters - Sophie, Starter
- Pilatus – De Vrolijke Bengels
- Pim – Bollie en Billie
- Pingo – Pol, Pel en Pingo
- Pinhaar - Met Langteen en Schommelbuik voorwaarts
- Pinnekeshaar – Robbedoes
- Pinnekeshaar – Urbanus
- Pinnie - Pinnie en Tinnie
- Pirrewiet – Johan en Pirrewiet
- Pits – Pits en Kaliber
- Piwo
- Pixie – Pixie and Dixie and Mr. Jinks
- Joris PK
- Plankgas – Plankgas en Plastronneke
- Plastronneke – Plankgas en Plastronneke
- Generaal Pleksy-Gladz – De avonturen van Kuifje
- Pluisje - Pinnie en Tinnie
- Pluto – Mickey Mouse
- Tom Poes – Bommelsaga/Tom Poes
- Poesie
- Pogo
- Pat Poker – Lucky Luke
- Poky – Yoko Tsuno
- Pol – Pol, Pel en Pingo
- Tante Pollewop – Pa Pinkelman
- Pollopof – Pollopof
- Pom – Pom en Teddy
- Nico Ponchbol - De Kleine Robbe
- Pontius – De Vrolijke Bengels
- Popeye – Popeye
- Poppedijn – Puk en Poppedijn
- Porky Pig – Looney Tunes
- Potige Smurf – De Smurfen
- de priester - Melisande
- Mijnheer Prikkebeen
- Bernard Prince
- Prince Valiant
- Prins Joekie – Robert en Bertrand
- 't Prinske
- Zbygniew Prlwytzkofsky – Bommelsaga/Tom Poes
- Propere Voeten – Jommeke
- Prospeer – Jommeke
- Alain Provist – De Kiekeboes
- Pruimpit – Guust
- Cornelis Prul – Donald Duck
- Dokter Psylocibide – Scribbly
- De Psy
- Puerh – Dragon Ball
- Puck – Pom en Teddy
- Puk – Puk en Poppedijn
- Pum-Pum – Eric de Noorman

## Q
- Qrandar – De Rode Ridder
- Quibus – Scribbly

## R
- Rabbi Schlomo – De Schorpioen
- Ragnar de Rode – Eric de Noorman
- Rakker – in het stripblad Donald Duck
- Ramiro
- Rani
- RanXerox
- Rata Hosoja – Taka Takata
- Roberto Rastapopoulos – De avonturen van Kuifje
- Raoul – Leonardo
- Raspoetin – Canardo
- Rataplan – Lucky Luke
- Dr. Ratsjenko – Nero
- Ravian – Ravian
- Rayek – Elfquest
- Reddie – Ruf en Reddie
- Red Dust – Comanche
- Red Sonja
- Reetman
- Reggie – Biebel
- René - Pinnie en Tinnie
- Ricardo – Nero
- Richie Rich
- Kapitein Rijkers
- Rikki – Rikki en Wiske in Chocowakije
- Rik Ringers
- Rix - Franka
- Roadrunner – Looney Tunes
- Kapitein Rob
- Robbe - De Kleine Robbe
- Robbes grootvader - De Kleine Robbe
- Robbes mama - De Kleine Robbe
- Robbes oma - De Kleine Robbe
- Robbedoes
- Robert – Robert en Bertrand
- Robin – Batman
- Robin - Sarah & Robin
- Robin Hoed
- Robotsmurf – De Smurfen
- John Rockerduck – Donald Duck
- De Rode Kater – Jan, Jans en de kinderen
- Roderik – Ravian
- Roel en zijn beestenboel
- Roeltje – Roeltje en de Elaoin, Robbedoes en Kwabbernoot, Marsupilami
- Buck Rogers
- Rollo – The Katzenjammer Kids
- Roodbaard – Asterix
- Roodbaard
- Roodhaar – Storm
- Roodoog
- Roodlans – Elfquest
- Rooie Zita – Bakelandt
- Roosje – Casper en Hobbes
- Roosje – Yoko Tsuno
- Rosie – The Jetsons
- Roze panter
- Roze Bottel
- Rozemieke – Jommeke
- Barney Rubble – The Flintstones
- Bamm-Bamm Rubble – The Flintstones
- Betty Rubble – The Flintstones
- Rudolf - De Sliert
- Ruf – Ruf en Reddie
- Ruimtesmurf – De Smurfen
- Wal Rus – Bommelsaga/Tom Poes
- Ruth - Michel Vaillant
- Ruwaard - Pinnie en Tinnie

## S
- Sailor Moon – Sailor Moon
- Sally – Sjors en Sjimmie
- Salomo – Paulus de Boskabouter
- Sam – Sam
- Sammy – Sammy
- Samson – Samson en Gert
- Sandra - Margo en Oscar Pluis
- Sanne – Senne en Sanne
- Inspecteur Sapperdeboere – De Kiekeboes
- Sao - De avonturen van Charlotte
- Estella Saprinetta – Jommeke
- Sarah - Sarah & Robin
- Sarah's mams - Sarah & Robin
- Sarah's opa/Ivanhoe - Sarah & Robin
- Sarah's paps - Sarah & Robin
- Sassette – De Smurfen
- Savantas – Suske en Wiske
- Schanulleke – Suske en Wiske
- Schemering – Elfquest
- Schildersmurf – De Smurfen
- Arie Schobberd/Grijpgraag - De Sliert
- de Shingouz – Ravian
- Gezusters Schneesicht – Uit het agrarisch weekblad 'De Boerderij'
- de Schniarfer – Ravian
- Schommelbuik – Met Langteen en Schommelbuik voorwaarts
- Schorpioen – De Schorpioen
- Schrielsmurf – De Smurfen
- Schroeder – Peanuts
- Schroeder – Ravian
- Schroefje - Muriel en Schroefje
- Charles Schulmeister – Bakelandt
- Scribbly – Scribbly
- The Sea Hag – Popeye
- Semafoor – Dommel
- Senne – Senne en Sanne
- Señor Martes – Panchito
- Sézaar – De grappen van Lambik
- Sheba – Life in Hell
- Sheena, Queen of the Jungle
- Wayne Shelton
- William Sheridan – XIII
- De sheriff – Robin Hoed
- Shredder – Teenage Mutant Ninja Turtles
- Sigmund – Sigmund
- Joachim Sickbock – Bommelsaga/Tom Poes
- Signor Spaghetti – Spaghetti
- Silver Surfer
- Simon van de Rivier
- Bart Simpson – The Simpsons
- Homer Simpson – The Simpsons
- Lisa Simpson – The Simpsons
- Maggie Simpson – The Simpsons
- Marge Simpson – The Simpsons
- Sjaak – Bij Sjaak, tussen pot en pint
- Sjimmie – Sjors en Sjimmie
- Sjors – Sjors en Sjimmie
- Skblllz
- Slabbertong - Met Langteen en Schommelbuik voorwaarts
- Slapie – De Smurfen
- Koning Sleepbaard – Met Langteen en Schommelbuik voorwaarts
- Sleutelbewaarster – Thorgal
- Benny Slim – De Kiekeboes
- Guus Slim – Guus Slim
- Sloeber
- Sloebers tante - Sloeber
- Slokop – Sjaakie Doedel en Slokop
- Smirnof – Blacksad
- Smosbol – Jommeke
- Smulsmurf – De Smurfen
- Smurfatje – De Smurfen
- Smurfin – De Smurfen
- Smurführer – De Smurfen
- Sneek
- Snijer – Elfquest
- Snoe – Nonkel Zigomar, Snoe en Snolleke
- Snoeffel – Suske en Wiske
- Gaby Snoek – De familie Snoek
- Leonard Snoek – De familie Snoek
- Marie Snoek – De familie Snoek
- Sloeber Snoek – De familie Snoek
- Snoeper – in het stripblad De Flintstones: Snoeper en Blubber
- Snoesje
- Mr. Snoid – Mr. Snoid
- Snolleke – Nonkel Zigomar, Snoe en Snolleke
- Snoopy – Peanuts
- Snopske - Tits
- Sergeant Snorkel – B.C.
- Snorrebaard - Met Langteen en Schommelbuik voorwaarts
- Snorrepoes – in het stripblad De Flintstones
- Brigadier Snuf – Bommelsaga/Tom Poes
- Professor Snuffel – Piet Pienter en Bert Bibber
- Carl Sorge (zie Agent 525) – Agent 327
- Soldaat – De Generaal
- Son Gohan – Dragon Ball
- Son Goku – Dragon Ball
- Son Goten – Dragon Ball
- Sophie - Sophie, Starter
- Gabrielle Spangenberg - Michel Vaillant
- Sparkie – De Partizanen
- Spider-Man
- Jan Spier – Nero
- Spies – Elfquest
- Spillebeen – Met Langteen en Schommelbuik voorwaarts
- Spip – Robbedoes en Kwabbernoot
- Sarah Spits
- Splinter – Teenage Mutant Ninja Turtles
- The Spirit
- Jerry Spring
- Spy vs. Spy
- Kapitein Stark – De Blauwbloezen
- Starter - Sophie, Starter
- Steenbreek – Bommelsaga/Tom Poes
- Amos W. Steinhacker – Bommelsaga/Tom Poes
- Stekelbaard - Met Langteen en Schommelbuik voorwaarts
- Steketand – Jommeke
- Stella – S1NGLE
- Steven Sterk
- Sterkeboog – Elfquest
- Stan Steur – De familie Snoek
- Stienelijntje – Met Langteen en Schommelbuik voorwaarts
- Stoere Perry – in het stripblad De Flintstones
- Mevrouw Stokvis – De Kiekeboes
- Stonebridge – Jeremiah
- Stomp – Baard en Kale
- Stompeltje - Met Langteen en Schommelbuik voorwaarts
- Storm
- Stropke – Stropke en Flopke
- Sukke – Fokke & Sukke
- Sun Rae – Ravian
- Bul Super – Bommelsaga/Tom Poes
- Superdupond – Superdupond
- Superman
- Sus Antigoon – Suske en Wiske
- Susan – Piet Pienter en Bert Bibber
- Suske – Suske en Wiske
- Suus – Jo, Suus en Jokko
- Suzanne - De Kleine Robbe
- Suzy - Sloeber
- Kapitein Sven - Dag en Heidi
- Sylvester – Looney Tunes
- Sylvie Legrand - Jo, Suus en Jokko

## T
- Taka Takata
- Tannie - De Sliert
- Tekko Taks
- Tamme – De Geuzen
- Tanja - Sarah & Robin
- Mick Tangy – Tangy & Laverdure
- Tante Brecht – Uit het agrarisch weekblad 'De Boerderij'
- Tante Hortensia – Guust
- Tante Sidonia – Suske en Wiske
- Tap - Pinnie en Tinnie
- Tarras Boulba – Pom en Teddy
- Tarzan
- Tchang – De avonturen van Kuifje
- Teddy – Pom en Teddy
- Teenage Mutant Ninja Turtles
- Tita Telajora – Jommeke
- Ten Shin Han – Dragon Ball
- Terri Bel - Sarah & Robin
- Terry – Terry & The Pirates
- Tettenman
- Terragoras – Jommeke
- Barend Terzijde
- Texas Jim – in het stripblad De Flintstones
- Theunissen – Opa
- Theo Flitser – Piet Pienter en Bert Bibber
- Theofiel – Jommeke
- Thijs – Uit het agrarisch weekblad 'De Boerderij'
- Thing – The Addams Family
- Thomas Pips
- Allan Thompson – De avonturen van Kuifje
- Thorgal – Thorgal
- Wolvin Thorgaldotr – Thorgal
- Jolan Thorgalsson – Thorgal
- Tendre Violette
- Terpen Tijn – Bommelsaga/Tom Poes
- Tineke – Ton en Tineke
- Tingeling - Met Langteen en Schommelbuik voorwaarts
- Tin(n)eke – Thomas Pips
- Tinnie - Pinnie en Tinnie
- Tinus Trotyl
- Titeuf
- Tits
- Tobias – Suske en Wiske
- Tobias - Jommeke
- Tokkie Tor – in het stripblad Donald Duck
- Tomboy – De Kiekeboes
- Tom – Tom en Jerry
- Tom Poes
- Ton – Ton en Tineke
- Toosje – Flor en Toosje
- Top - Pinnie en Tinnie
- Top Kat
- Totor – Totor, P.L. van de Meikevers
- Thea Traal – De Kiekeboes
- Dick Tracy
- Trebaldi – De Schorpioen
- Timothea Triangl – De Kiekeboes
- Kapitein Trapzoet – Nero
- Treezebees - Tits
- Trezebees - Met Langteen en Schommelbuik voorwaarts
- Trigo – Trigië
- Triumvir Na-Zultra – Ravian
- Triumvir S'traks – Ravian
- Catootje Tromp – Jan, Jans en de kinderen
- Gerrit Tromp – Jan, Jans en de kinderen
- Gertje Tromp – Jan, Jans en de kinderen
- Jan Tromp – Jan, Jans en de kinderen
- Jans Tromp – Jan, Jans en de kinderen
- Karlijn Tromp – Jan, Jans en de kinderen
- Trunks – Dragon Ball
- Yoko Tsuno
- Sonny Tuckson – Buck Danny
- Oscar Abraham Tuizentfloot – Nero
- Jerry Tumbler – Buck Danny
- Commandant Turbo – Natasja
- Billie Turf
- Bessie Turf
- Tweety
- Tyleet – Elfquest

## U
- Tijl Uilenspiegel – Tijl Uilenspiegel
- Ukkie
- Ulysses - Aurora en Ulysses
- Urbanus – Urbanus
- tante Ursula - Isabel
- Uschi Undsoweiter - Franka

## V
- Vader – Vader & Zoon
- Vader Angelusse - De Kleine Robbe
- Vader Tijd – De Smurfen
- Benjamin Vaillant - Michel Vaillant
- Elisabeth Vaillant - Michel Vaillant
- Henri Vaillant - Michel Vaillant
- Jean-Michel Vaillant - Michel Vaillant
- Michel Vaillant
- Patrick Vaillant - Michel Vaillant
- Vampirella
- Vania – Jugurtha
- Van Beusekom – Uit het agrarisch weekblad 'De Boerderij'
- Herman Van Beusekom – Opa
- Firmin Van De Kasseien – De Kiekeboes
- Yvonne Van De Kasseien – De Kiekeboes
- Carmella Van Der Neffe – De Kiekeboes
- Froefroe Van Der Neffe – De Kiekeboes
- Joeksel Van Der Neffe – De Kiekeboes
- Leon Van Der Neffe – De Kiekeboes
- Professor Otto van Drakenstein – Donald Duck
- Meneer Van Gestel – Guust
- Van Kriel – Opa
- Sjef Van Oekel
- Linus van Pelt – Peanuts
- Lucy van Pelt – Peanuts
- Rerun van Pelt – Peanuts
- Odilon van Piependale – Jommeke
- Elodie van Stiepelteen – Jommeke
- Baron van Tast
- Detective Van Zwam – Nero
- Van Zwollem – Suske en Wiske
- Anne-Marie Van Zwollem – Suske en Wiske
- Bert Vanderslagmulders – Bert
- Jacques Vermeire – Jacques Vermeire
- Vazlar – De Schorpioen
- Veerle – De Geuzen
- Vegeta – Dragon Ball
- Ankie Verhagen – Van Nul tot Nu
- Pastuiven Verkwil – Bommelsaga/Tom Poes
- Vermieljoen - De Kleine Robbe
- Videl – Dragon Ball
- Vink - Sophie
- Vlinder – Guus Slim
- Vlooike – De Vrolijke Bengels
- Viola – Frommeltje en Viola
- Violet – Peanuts
- Vitamitje – Suske en Wiske
- Bernard Voorzichtig
- Agent Vondelaar – Guust

## W
- Wammes Waggel – Bommelsaga/Tom Poes
- Walhalla – Asterix
- Steve Warson - Michel Vaillant
- Walt Wallet – Gasoline Alley
- Walter – Natasja
- Ingenieur Wargaren – Rikki en Wiske in Chocowakije
- Hilarius Warwinkel – Piet Pienter en Bert Bibber
- Weekly – Blacksad
- de weerwolf - Melisande
- Wimpie Welp – in het stripblad De Flintstones
- Eefje Wentelteefje
- Vittorio Wezel – Donald Duck
- Wendy Whitebread
- Neef Wiebeling – Robbedoes en Kwabbernoot
- Wieske het varken – Urbanus
- Wijzenbaard – Met Langteen en Schommelbuik voorwaarts
- Wilde Smurf – De Smurfen
- William Beaujean - De avonturen van Charlotte
- Largo Winch – Largo Winch
- Windkind – Elfquest
- Perry Winkle
- Winnowill – Elfquest
- Winonah- - Eric de Noorman
- Winston - Melisande
- Winston de agent – Plankgas en Plastronneke
- Mr. Wilson – Dennis the Menace
- Kick Wilstra
- J. Wellington Wimpy – Popeye
- Wiske – Suske en Wiske
- The Wizard of Id
- Wonder Woman
- Frank Wood - Michel Vaillant
- Julie Wood - Michel Vaillant, Julie Wood
- Woodstock – Peanuts
- Woody Woodpecker
- Willie Wortel – Donald Duck
- Mary Worth
- Woutje Wacht – Met Langteen en Schommelbuik voorwaarts

## X
- XIII – XIII
- Xombul – Ravian
- Meneer X - Donald Duck

## Y
- Yakari
- Yark de Stijfhoofdige – Eric de Noorman
- Yajirobe – Dragon Ball
- Yamcha – Dragon Ball
- The Yellow Kid
- Yosemite Sam – Looney Tunes
- Yoto – Kapitein Rob
- Yvonne – Guust

## Z
- De Zappers
- Zark – Scribbly
- Zazof – Jommeke
- Zhantee – Elfquest
- G. Raf Zerk
- Okke Zielknijper – Bommelsaga/Tom Poes
- Zippy the Pinhead
- Zoef - Sophie, Starter
- Professor Zonnebloem – Kuifje
- Zoon – Vader & Zoon
- Zorro
- De Zware Jongens – Donald Duck
- De Zwarte Madam – Suske en Wiske
- Zwarte Magica – Donald Duck
- Zwarte Zwadderneel – Bommelsaga/Tom Poes
- Zedekia Zwederkoorn – Bommelsaga/Tom Poes
- Zwendel – Robbedoes en Kwabbernoot
- Zwiep – Biep en Zwiep
- Dokter Zwitser
- Zuiger – Olivier Blunder